# Jan-Philipp Kalla
Jan-Philipp Kalla (Amburgo, 6 agosto 1986) è un ex calciatore tedesco, di ruolo difensore.